# 東男
東男（あづまをとこ）とは、東国・関東地方生まれの男の古称。女性らしいとされる京都の女性（京女）に対して、さっぱりとした男らしい男のことをいう。関東武者をさして言うこともある。

## 東男が登場する作品の例
- 落語『東男』
- 万葉集第20巻 4333 鶏が鳴く東男の妻別れ悲しくありけむ年の緒長み
- 平家物語巻第十一先帝の身投